# Bussey (Iowa)
Bussey es una ciudad situada en el condado de Marion, en el estado de Iowa, Estados Unidos. Según el censo de 2010 tenía una población de 422 habitantes.

## Geografía
Según la Oficina del Censo de los Estados Unidos, la localidad tiene un área total de 0,86 km², la totalidad de los cuales 0,86 km² corresponden a tierra firme.

## Demografía
Según el censo de 2010, había 422 personas residiendo en la localidad. La densidad de población era de 490,7 hab./km². Había 209 viviendas con una densidad media de 243,02 viviendas/km². El 98,34% de los habitantes eran blancos, el 0,71% amerindios, el 0,24% asiáticos y el 0,71% pertenecía a dos o más razas. El 2,13% de la población eran hispanos o latinos de cualquier raza.